# Liste öffentlicher Bücherschränke in Hessen
Dieser Artikel enthält öffentliche Bücherschränke in Hessen und erhebt keinen Anspruch auf Vollständigkeit. Ein öffentlicher Bücherschrank ist ein Schrank oder schrankähnlicher Aufbewahrungsort mit Büchern, der dazu dient, Bücher kostenlos, anonym und ohne jegliche Formalitäten zum Tausch oder zur Mitnahme anzubieten. In der Regel sind die öffentlichen Bücherschränke an allen Tagen im Jahr frei zugänglich. Ist dies nicht der Fall, ist dies in den Listen in der Spalte Anmerkungen vermerkt.

## Aktuelle Bücherschränke
Derzeit sind in Hessen 346 öffentliche Bücherschränke erfasst (Stand: 13. August 2025):
| Bild | Ausführung                                                                     | Ort                                       | Seit                                         | Anmerkung | Lage |
| --- | ------------------------------------------------------------------------------ | ----------------------------------------- | -------------------------------------------- | --- | --- |
| | Metallschrank                                                                  | Amöneburg                                 |                                              | | ⊙ Melanchthonstraße vor der ev. Kirche.                                                                                       |
| Bild gesucht BW | Bücherschrank                                                                  | Babenhausen                               | 2017                                         | Zu den Öffnungszeiten des Schwimmbads für deren Nutzer zugänglich | ⊙ Im Schwimmbad Babenhausen                                                                                                   |
| | Bücherschrank                                                                  | Babenhausen                               | 2017                                         | Die Wartehalle ist zu den Öffnungszeiten des Coffeeshops geöffnet. | ⊙ Bahnhof Babenhausen, in der Wartehalle                                                                                      |
| | Bücherzelle                                                                    | Karben-Rendel                             |                                              | | ⊙ Klein-Karbener Straße, vor dem Rathaus an der Bushaltestelle                                                                |
| | Bücherhäuschen nach Art eines Vogelhäuschens                                   | Bad Emstal                                |                                              | | ⊙ Buchholzstraße 21 |
| Bild gesucht BW | Bücherschrank                                                                  | Bad Homburg                               |                                              | | ⊙ auf dem Platz An der Weed                                                                                                   |
| Bild gesucht BW | Alte englische Telefonzelle                                                    | Bad Homburg                               |                                              | | ⊙ Gluckensteinweg 89a, neben Supermarkt                                                                                       |
| | Holzschrank                                                                    | Bad Homburg-Dornholzhausen                |                                              | | ⊙ Lindenallee, Ecke Ricarda-Huch-Straße                                                                                       |
| Bild gesucht BW | Holzschrank                                                                    | Bad Homburg - Kirdorf                     |                                              | | ⊙ Bushaltestelle am Kirdorfer Kreuz                                                                                           |
| | Ganzglasvitrine BOKX04                                                         | Bad Nauheim                               | 18. Juli 2020                                | Ein Projekt des Freiwilligenzentrums (FWZ) und der Engagements-Lotsen in Hessen. | ⊙ In den Kolonnaden 1, vor Stadtmarketing und Tourismus GmbH (kurz = BNST).                                                   |
| Bild gesucht BW | Bücherhaltestelle                                                              | Bad Camberg-Würges                        | 24. Juli 2021                                | an der B8, vom Verschönerungsverein Würges | ⊙ |
| | Stahlschrank                                                                   | Bad Nauheim-Steinfurth                    | 4. Mai 2019                                  | Erster öffentlicher Bücherschrank in Bad Nauheim | ⊙ Alte Schulstraße 1, an der Seitenwand des Vereinstreffs                                                                     |
| | Telefonzelle                                                                   | Bad Orb                                   |                                              | | ⊙ Am Parkplatz gegenüber Kurparkstraße 9                                                                                      |
| Bild gesucht BW | Bücherschrank                                                                  | Bad Salzschlirf                           | Feb. 2021                                    | Kooperation des Vereins Kunst und Kultur und der Gemeindebücherei, am Bahnhof Bad Salzschlirf, neben dem Eingang zu den Vereinsräumen | ⊙ Bahnhofstraße |
| Bild gesucht BW | Bücherhütte                                                                    | Bad Schwalbach OT Adolfseck               |                                              | | ⊙ gegenüber Bürgerhaus Adolfseck                                                                                              |
| | Bücherschrank                                                                  | Bad Soden am Taunus                       |                                              | | ⊙ Adlerstraße, Ecke Königsteiner Straße                                                                                       |
| | Bücherschrank                                                                  | Bad Soden am Taunus-Neuenhain             |                                              | | ⊙ vor dem Bürgerhaus, Schulstraße 2                                                                                           |
| | graue Telefonzelle                                                             | Bad Sooden-Allendorf-Orferode             |                                              | | ⊙ vor dem Bürgerhaus von Orferode, Dohlsbachstraße 11                                                                         |
| Bild gesucht BW | Rote Telefonzelle                                                              | Bad Vilbel                                | 2015                                         | | ⊙ Frankfurter Straße (Altes Rathaus)                                                                                          |
| Bild gesucht BW | Bücherschrank                                                                  | Bad Vilbel                                | März 2021                                    | Standort auf dem neu gestalteten Platz in der Baugasse, Sitzgelegenheiten vorhanden | ⊙ Baugasse, zur Frankfurter Straße                                                                                            |
| Bild gesucht BW | Telefonzelle                                                                   | Bad Vilbel-Dortelweil                     | 2017                                         | | ⊙ Dortelweiler Platz |
| | Bücherschrank                                                                  | Bad Wildungen-Wega                        |                                              | | ⊙ an der Wegaer Mühle |
| | Roter Bücherschrank                                                            | Bensheim                                  | 2011                                         | Aufgestellt vom Förderverein für Demokratie und soziales Engagement (DSE) in Kooperation mit dem Mehrgenerationenhaus und mit handwerklicher Unterstützung der Klinik Schloss Falkenhof | ⊙ Klostergasse 5a, Café Klostergarten                                                                                         |
| | Zwei Holzregale                                                                | Bensheim                                  | 2017                                         | Aufgestellt von privat | ⊙ Gerhart-Hauptmann-Straße 14                                                                                                 |
| Bild gesucht BW | Stahlschrank                                                                   | Bensheim                                  | 2020                                         | Aufgestellt vom inklusiven Familienzentrum der NRD | ⊙ Volkerstraße 37–39 |
| | Telefonzelle                                                                   | Bensheim-Auerbach                         | 2017                                         | Aufgestellt von Freikirche der Siebenten-Tags-Adventisten | ⊙ Am Bahnhofsplatz, Ecke Wilhelmstraße                                                                                        |
| | Bücherschrank                                                                  | Bensheim-Langwaden                        |                                              | | ⊙ im Haltestellenhäuschen der Bushaltestelle Langwaden-Gemeinschaftshaus vor dem Dorfgemeinschaftshaus Jägersburger Straße 37 |
| | blaues Bücherregal                                                             | Biblis                                    |                                              | Bücherregal im Vorraum des Rathauses | ⊙ Darmstädter Straße 25 |
| Bild gesucht BW | Lila Telefonzelle                                                              | Biblis-Nordheim                           | Sep. 2014                                    | Bücherbox der Evangelischen Kirchengemeinde Nordheim | ⊙ Zum Steiner Wald 3, im Hof der Evangelischen Kirchengemeinde Nordheim                                                       |
| Bild gesucht BW | Bücherregal, wettergeschützt                                                   | Bonsweiher                                | Dez. 2011                                    | Zwei weitere sind im Dorfgemeinschaftshaus, überwiegend abends geöffnet; aufgestellt vom Kultur- und Museumsverein Bonsweiher e. V., mit handwerklicher Unterstützung des Gemeindewerks Mörlenbach | ⊙ Laudenbacher Straße 15, Dorfgemeinschaftshaus Bonsweiher                                                                    |
| | Bücherschrank                                                                  | Borken (Hessen)                           |                                              | | ⊙ auf dem Europaplatz, vor dem Bürgerhaus                                                                                     |
| Bild gesucht BW | Bücherregal                                                                    | Büdingen                                  | 2018                                         | Bücherregal zugänglich zu den Öffnungszeiten. | ⊙ Foyer der Musik- und Kunstschule                                                                                            |
| Bild gesucht BW | Telefonzelle                                                                   | Büdingen OT Aulendiebach                  | 2018                                         | Aufgestellt vom Kirchenvorstand | ⊙ Gisteler Straße, vor dem Dorfgemeinschaftshaus                                                                              |
| Bild gesucht BW | Telefonzelle                                                                   | Büdingen OT Wolf                          |                                              | | ⊙ Am Anfang der Dudenroder Straße                                                                                             |
| | Bücherregal                                                                    | Bürstadt                                  | März 2015                                    | | ⊙ Wilhelminenstraße, Ecke Marktstraße, in der offenen Markthalle auf dem Haag’schen Gelände                                   |
| | Telefonzelle                                                                   | Büttelborn                                |                                              | | ⊙ auf dem Platz vor dem Rathaus                                                                                               |
| | Mobiler Bücherwagen                                                            | Butzbach                                  |                                              | | ⊙ Wetzlarer Straße |
| | Telefonzelle                                                                   | Darmstadt-Arheilgen                       | 2010                                         | | ⊙ Wilhelm-Busch-Weg 6, nahe der Wilhelm-Busch-Schule                                                                          |
| | Holzregal mit Plexiglastüren                                                   | Darmstadt-Bessungen                       | 2009                                         | | ⊙ Bessunger Platz, gegenüber der Volksbank-Filiale                                                                            |
| | englische Telefonzelle                                                         | Darmstadt-Eberstadt                       |                                              | | ⊙ auf dem Platz vor dem Rathaus an der Oberstraße                                                                             |
| | Holzregal mit Plexiglastüren                                                   | Darmstadt-Johannesviertel                 | 1996                                         | 2009 renoviert | ⊙ Viktoriastraße 34, gegenüber der Goetheschule                                                                               |
| | Zwei Holzregale                                                                | Darmstadt-Kranichstein                    | 2013                                         | Betreuung durch Mitarbeiterin des Kreishauses | ⊙ Jägertorstraße 207, Foyer im Kreishaus                                                                                      |
| Bild gesucht BW | Bibliothek mit Lesesaal                                                        | Darmstadt-Mitte                           |                                              | Öffnungszeiten: März - Oktober 7:00 Uhr - 19:00 Uhr November - Februar 8:00 Uhr - 16:00 Uhr | ⊙ Prinz-Georg-Garten im Prettlack’schen Gartenhaus                                                                            |
| | 2 Bücherschränke                                                               | Darmstadt-Mitte                           | 2018                                         | ein Bücherschrank für Kinderbücher | ⊙ am Marktplatz 9, am Schaufenster der Buchhandlung am Markt                                                                  |
| | Bücherschrank                                                                  | Darmstadt-Mitte                           |                                              | | ⊙ am Nordrand des Kennedyplatzes                                                                                              |
| | Bücherschrank                                                                  | Darmstadt-Ost                             |                                              | Pädagogische Akademie Elisabethenstift | ⊙ Stiftstraße 45 |
| | Bücherschrank                                                                  | Darmstadt-Waldkolonie                     |                                              | | ⊙ Dornheimer Weg Ecke Rabenaustraße                                                                                           |
| | Bücherschrank                                                                  | Dieburg                                   |                                              | Betreuung durch Stadtbibliothek Dieburg | ⊙ Markt 4, Rathaus |
| | Bücherschrank                                                                  | Dieburg                                   |                                              | Betreuung durch Stadtbibliothek Dieburg | ⊙ Aubergenviller Allee 47, Kindergarten Muggelburg                                                                            |
| | Bücherschrank                                                                  | Dieburg                                   |                                              | Betreuung durch Stadtbibliothek Dieburg | ⊙ Nordring, Verbindungsweg Nordring zur Straße Im Böhmann                                                                     |
| | Bücherschrank                                                                  | Dieburg                                   | 2023                                         | Betreuung durch Stadtbibliothek Dieburg | ⊙ Am Schlangensee, Nähe Eingang zum Spielplatz                                                                                |
| | Telefonzelle                                                                   | Diemelsee OTAdorf                         | 2013                                         | | ⊙ Dorfplatz |
| Bücherschrank Dietzenbach | Bücherschrank                                                                  | Dietzenbach                               | 2021                                         | | ⊙ Dominik-Brunner-Platz Dietzenbach Steinberg                                                                                 |
| Bild gesucht BW | Bücherschrank für Kinder                                                       | Dietzenbach                               | 2023                                         | | ⊙ Am Stiergraben Dietzenbach-Steinberg                                                                                        |
| | Bücherschrank                                                                  | Dreieich-Dreieichenhain                   |                                              | Bücherschrank im ehemaligen Kiosk | ⊙ Dreieichplatz |
| | Bücherregal                                                                    | Dreieich-Götzenhain                       | 2010                                         | Betreut von der Stadtteil-AG Götzenhain | ⊙ Dorfbrunnenplatz, Ecke Am Spitzenpfad (Nähe Hausnummer 28)                                                                  |
| Bild gesucht BW | Bücherregal                                                                    | Dreieich-Sprendlingen                     | 2016                                         | Im Foyer des Stadtteilzentrums Hirschsprung-Breitensee | ⊙ Hegelstraße 101 |
| | BücherTauschHäuschen                                                           | Edermünde Besse                           | 2024                                         | Betreut von der Gemeindebücherei Edermünde Tag und Nacht geöffnet. | ⊙ Mehrgenerationenspielplatz (Auf der Sandkasse)                                                                              |
| | Bücherwagen                                                                    | Eltville am Rhein                         | 2000                                         | Spendenprojekt, privat betreut, Kontakt am Wagen, Tag und Nacht geöffnet | ⊙ Josef-Hölzer-Straße Am Rheinufer vor Villa Matheus Müller                                                                   |
| Bild gesucht BW | Bücherschrank                                                                  | Eltville am Rhein-Erbach                  |                                              | | ⊙ auf dem Platz an der Eberbacher Straße                                                                                      |
| Bild gesucht BW | Bücherwagen                                                                    | Eltville am Rhein-Hattenheim              | 2000                                         | Spendenprojekt, privat betreut, Kontakt am Wagen, Tag und Nacht geöffnet | ⊙ Josef-Hölzer-Straße Am Rheinufer, neben dem Weinprobierstand                                                                |
| | Elzer Bücherbox                                                                | Elz (Westerwald)                          | 14. Feb. 2024                                | Tag und Nacht geöffnet | ⊙ Hirtenplatz |
| | Telefonzelle                                                                   | Eppe (Korbarch)                           |                                              | Tag und Nacht geöffnet, wird vom daneben liegenden nebenerwerblichen Biobauernhof mit Café betreut, neben kostenlosen Bücher können 24 h Bioeier gekauft werden. | ⊙ Ringstr. 47 |
| | Bücherregal                                                                    | Erbach (Odenwald)                         | 2013                                         | Geht auf ein Projekt von Auszubildenden zurück; zugänglich zu den Öffnungszeiten des Drogeriemarktes | ⊙ Werner-von-Siemens-Straße 28, im Gebäude der Dm-drogerie                                                                    |
| | Bücherschrank                                                                  | Eschborn                                  |                                              | Betreut von der Stadtbücherei Eschborn | Rathausplatz Eschborn, Ecke Kurt-Schumacherstraße / Unterortstraße                                                            |
| | Bücherschrank                                                                  | Eschborn                                  |                                              | | Hauptstraße 258–260, vor dem Wiesenbad                                                                                        |
| | Bücherschrank                                                                  | Eschborn-Niederhöchstadt                  |                                              | | Langer Weg 4, 65760 Eschborn, auf dem Platz vor dem Nahkauf                                                                   |
| | Telefonzelle                                                                   | Eschwege                                  |                                              | | ⊙ Hinter dem Haus Vor dem Berge 14a in Eschwege                                                                               |
| | Stahlschrank                                                                   | Espenau                                   |                                              | | ⊙ Goethestraße 19 |
| | Telefonzelle                                                                   | Flörsheim am Main, Stadtteil Weilbach     |                                              | Die Bücherzelle („Bücherschrank“) steht in der Nähe des Weilbacher Glockenspiels beim Haus am Weilbach. | ⊙ Kleine Schmiedstraße 2, 65439 Flörsheim am Main                                                                             |
| Bild gesucht BW | Telefonzelle                                                                   | Flieden                                   | Sep. 2015                                    | Betreut vom Heimatverein Flieden | ⊙ Ringweg 5, Remise des Hüttnergutes Lenzis                                                                                   |
| | BOKX                                                                           | Frankfurt-Altstadt                        |                                              | Nicht-städtischer Bücherschrank | ⊙ Braubachstraße 14–16, im Innenhof des Hauses des Buches                                                                     |
| |                                                                                | Frankfurt-Altstadt                        |                                              | | ⊙ Buchgasse 2, Ecke Alte Mainzer Gasse                                                                                        |
| |                                                                                | Frankfurt-Bahnhofsviertel                 |                                              | englischsprachig | ⊙ Gallusanlage 7 |
| |                                                                                | Frankfurt-Bergen-Enkheim                  |                                              | | ⊙ Triebstr. 83 |
| Bild gesucht BW | BOKX                                                                           | Frankfurt-Berkersheim                     |                                              | | ⊙ Am Dachsberg 17 |
| | BOKX                                                                           | Frankfurt-Bockenheim                      | 14. Okt. 2016                                | | ⊙ Funckstraße 14, Ecke Friedrich-Naumann-Straße. Kuhwaldsiedlung                                                              |
| |                                                                                | Frankfurt-Bockenheim                      |                                              | | ⊙ Kirchplatz |
| | BOKX                                                                           | Frankfurt-Bockenheim                      | 2010                                         | Städtisches Amt für Straßenbau und Erschließung, Projektgruppe Nahmobilität | ⊙ Leipziger Straße 54/56 |
| | BOKX                                                                           | Frankfurt-Bonames                         | 2011                                         | | ⊙ Am Wendelsgarten |
| Bild gesucht BW | BOKX                                                                           | Frankfurt-Bonames                         |                                              | | ⊙ Am Burghof 55 (Tower Café am Alten Flughafen Bonames)                                                                       |
| Bild gesucht BW | Telefonzelle aus Holz                                                          | Frankfurt-Bonames                         | 22. Apr. 2024                                | Kinderbücherschrank; Eröffnet am "Welttag des Buches" 2024; erbaut durch AzuBi's | ⊙ Ben-Gurion-Ring 170 (Kinder- und Familienzentrum (KiFaZ) Am Bügel)                                                          |
| |                                                                                | Frankfurt-Bornheim                        |                                              | | Berger Straße 253, Ecke Gronauer Straße ⊙                                                                                     |
| |                                                                                | Frankfurt-Bornheim                        |                                              | | ⊙ Friedberger Warte |
| Bild gesucht BW |                                                                                | Frankfurt-Bornheim                        |                                              | | ⊙ Im Prüfling/Neebstraße |
| |                                                                                | Frankfurt-Dornbusch                       |                                              | | ⊙ Platenstraße 75 |
| |                                                                                | Frankfurt-Dornbusch                       |                                              | | ⊙ Eschersheimer Landstraße 248                                                                                                |
| |                                                                                | Frankfurt-Dornbusch                       |                                              | | ⊙ Ecke Jean-Paul-Straße/Eichendorffstraße                                                                                     |
| | BOKX                                                                           | Frankfurt-Eckenheim                       |                                              | | ⊙ Gelnhäuser Straße 2, Bürgerhaus Ronneburg                                                                                   |
| |                                                                                | Frankfurt-Eckenheim                       |                                              | | ⊙ Porthstraße 1 |
| Bild gesucht BW |                                                                                | Frankfurt-Eckenheim                       |                                              | | ⊙ Sigmund-Freud-Straße |
| |                                                                                | Frankfurt-Eckenheim                       |                                              | | ⊙ östlicher Weg auf dem Hauptfriedhof, Höhe Gießener Straße 44                                                                |
| | BOKX                                                                           | Frankfurt-Eschersheim                     |                                              | | ⊙ Am Weißen Stein |
| | BOKX                                                                           | Frankfurt-Eschersheim                     |                                              | | ⊙ Im Geeren |
| Bild gesucht BW | BOKX 01 (COR-TEN-Stahl/ESG)                                                    | Frankfurt-Eschersheim                     | 3. Sep. 2018                                 | Gefördert durch das Verkehrsdezernat Frankfurt | ⊙ Grafenstraße/Reinhardstraße. Albert-Schweitzer-Siedlung                                                                     |
| | BOKX                                                                           | Frankfurt-Eschersheim                     |                                              | | ⊙ Niedwiesenstraße 45 |
| | BOKX                                                                           | Frankfurt-Fechenheim                      | 2013                                         | | ⊙ Ankergasse. Alt-Fechenheim                                                                                                  |
| Bild gesucht BW |                                                                                | Frankfurt-Fechenheim                      |                                              | | ⊙ Birsteiner Straße 63, Ecke Langenselbolder Straße                                                                           |
| | BOKX                                                                           | Frankfurt-Frankfurter Berg                | 2011                                         | September 2013 ausgebrannt, November 2013 neu aufgestellt | ⊙ Malvenweg, Ecke Homburger Landstraße                                                                                        |
| Bild gesucht BW | Offener Bücherschrank der GFFB gGmbH                                           | Frankfurt-Gallus                          | 2018                                         | Auch fremdsprachige Auswahl, Öffnungszeiten Mo.–Fr. 09:00–16:00 Uhr | ⊙ Mainzer Landstraße 349 (Café im Innenhof)                                                                                   |
| | BOKX                                                                           | Frankfurt-Gallus                          | 2011                                         | Auch fremdsprachige Auswahl | ⊙ Frankenallee, Ecke Schneidhainer Straße 1. Hellerhofsiedlung                                                                |
| |                                                                                | Frankfurt-Gallus                          |                                              | | ⊙ Ackermannstraße. Friedrich-Ebert-Siedlung                                                                                   |
| |                                                                                | Frankfurt-Gallus                          |                                              | | ⊙ Anspacher Straße, Ecke Wallauer Straße                                                                                      |
| Bild gesucht BW |                                                                                | Frankfurt-Gallus                          |                                              | | ⊙ Golub-Lebedenko-Platz |
| | BOKX                                                                           | Frankfurt-Ginnheim                        | 2013                                         | [ 17 ] | ⊙ Kurhessenstraße, Ecke Höhenblick                                                                                            |
| |                                                                                | Frankfurt-Ginnheim                        |                                              | | ⊙ Ginnheimer Kirchplatz |
| | BOKX                                                                           | Frankfurt-Griesheim                       | 2012                                         | | ⊙ Alte Falterstraße, Ecke Hartmannsweilerstraße                                                                               |
| | BOKX                                                                           | Frankfurt-Gutleutviertel                  |                                              | | ⊙ Schönplatz |
| Bild gesucht BW | BOKX                                                                           | Frankfurt-Gutleutviertel                  | 2011                                         | | ⊙ Werftstraße 15 |
| | BOKX                                                                           | Frankfurt-Harheim                         |                                              | | ⊙ Alt-Harheim 13 |
| |                                                                                | Frankfurt-Hausen                          |                                              | | ⊙ Kreuzung Praunheimer Landstraße/Kleine Nelkenstraße                                                                         |
| | BOKX 01 aus grauem Stahl                                                       | Frankfurt-Heddernheim                     | 20. Mai 2014                                 | 31. Frankfurter Bücherschrank | ⊙ Karl-Perott-Platz |
| |                                                                                | Frankfurt-Heddernheim                     |                                              | | ⊙ In der Römerstadt 133 |
| | BOKX                                                                           | Frankfurt-Höchst                          |                                              | | ⊙ Andreasplatz |
| | Bücherschrank                                                                  | Frankfurt-Kalbach                         | 2014                                         | | ⊙ Kalbacher Hauptstraße 36 (am alten Rathaus)                                                                                 |
| | BOKX                                                                           | Frankfurt-Nied                            |                                              | | ⊙ Neumarkt (in der Eisenbahnersiedlung)                                                                                       |
| | BOKX                                                                           | Frankfurt-Nied                            |                                              | | ⊙ an der alten Niddabrücke |
| | BOKX                                                                           | Frankfurt-Nieder-Erlenbach                |                                              | | ⊙ auf dem Platz Am Bürgerbrunnen                                                                                              |
| | BOKX                                                                           | Frankfurt-Niederrad                       |                                              | | ⊙ Bruchfeldstraße 65 |
| | Englische Telefonzelle                                                         | Frankfurt-Niederursel                     | 2013                                         | | ⊙ Weißkirchener Weg 69, Ecke Gerhart-Hauptmann-Ring                                                                           |
| Bild gesucht BW | BOKX 01 aus grauem Stahl                                                       | Frankfurt-Niederursel                     |                                              | | ⊙ Fläche zwischen Sebastian-Kneipp-Straße und Kupferhammer. Mertonviertel                                                     |
| | BOKX 01 (COR-TEN-Stahl/ESG)                                                    | Frankfurt-Nordend-Ost                     | 2009                                         | Ältester Öffentlicher Bücherschrank in Frankfurt Gefördert durch das Verkehrsdezernat Frankfurt | ⊙ Ecke Kantstraße, Nähe Merianplatz                                                                                           |
| | BOKX 01 (COR-TEN-Stahl/ESG)                                                    | Frankfurt-Nordend-West                    | 2010                                         | Gefördert durch das Verkehrsdezernat Frankfurt | ⊙ Oeder Weg, Ecke Bornwiesenweg                                                                                               |
| |                                                                                | Frankfurt-Nordend-West                    |                                              | | ⊙ Holzhausen-, Ecke Hammanstraße (am Holzhausenpark)                                                                          |
| | BOKX                                                                           | Frankfurt-Nordend-West                    |                                              | | ⊙ Maria-Ward-Platz |
| Bild gesucht BW |                                                                                | Frankfurt-Nordend-West                    |                                              | | ⊙ Ecke Glauburgstraße/Eckenheimer Landstraße                                                                                  |
| |                                                                                | Frankfurt-Nordend-West                    |                                              | | ⊙ Hallgartenstraße 17 |
| | BOKX                                                                           | Frankfurt-Oberrad                         | 2014                                         | | ⊙ Buchrainplatz |
| | BOKX                                                                           | Frankfurt-Ostend                          |                                              | | ⊙ Paul-Arnsberg-Platz, Nähe Martin-Elsässer-Weg                                                                               |
| | BOKX                                                                           | Frankfurt-Ostend                          |                                              | | ⊙ Parlamentsplatz (neben dem U-Bahn-Eingang)                                                                                  |
| | BOKX                                                                           | Frankfurt-Praunheim                       | 16. Juni 2014                                | 32. Frankfurter Bücherschrank | ⊙ Auf dem Platz Alt-Praunheim, Ecke In der Römerstadt                                                                         |
| | Bücherschrank                                                                  | Frankfurt-Praunheim (Siedlung Westhausen) |                                              | | ⊙ Kollwitzstraße |
| | BOKX                                                                           | Frankfurt-Preungesheim                    |                                              | | ⊙ Gravensteiner-Platz |
| |                                                                                | Frankfurt-Preungesheim                    |                                              | | ⊙ Wegscheidestraße 32a |
| | Bücherschrank                                                                  | Frankfurt-Riedberg                        | 2014                                         | | ⊙ Auf dem Riedbergplatz |
| | Bücherschrank                                                                  | Frankfurt-Riederwald                      |                                              | | ⊙ auf dem Marie-Juchacz-Platz                                                                                                 |
| | BOKX                                                                           | Frankfurt-Rödelheim                       |                                              | | ⊙ Arthur-Stern-Platz, der westliche Bahnhofsvorplatz von Rödelheim                                                            |
| | BOKX                                                                           | Frankfurt-Sachsenhausen                   |                                              | | ⊙ Dreieichstraße (Nähe Straßenbahnhaltestelle Lokalbahnhof)                                                                   |
| | BOKX                                                                           | Frankfurt-Sachsenhausen                   |                                              | | ⊙ Schweizer Platz (Ostseite)                                                                                                  |
| Bild gesucht BW | Seniorenzentrum Taunusblick, im Eingangsbereich des Gebäudes – nicht-städtisch | Frankfurt-Sachsenhausen                   |                                              | | ⊙ Darmstädter Landstraße 106                                                                                                  |
| |                                                                                | Frankfurt-Sachsenhausen                   |                                              | | ⊙ Ecke Gartenstraße/Morgensternstraße                                                                                         |
| |                                                                                | Frankfurt-Sachsenhausen                   |                                              | | ⊙ Ecke Mailänder Straße/Grethenweg                                                                                            |
| |                                                                                | Frankfurt-Sachsenhausen                   |                                              | | ⊙ Walther-von-Cronberg-Platz                                                                                                  |
| |                                                                                | Frankfurt-Schwanheim                      |                                              | | ⊙ Goldsteinstraße 314 |
| | BOKX                                                                           | Frankfurt-Seckbach                        |                                              | | ⊙ Wilhelmshöher Straße Ecke Hofhausstraße                                                                                     |
| | BOKX 02 (Basalt/Stahl/ESG)                                                     | Frankfurt-Seckbach                        | 2011                                         | Gefördert durch das Verkehrsdezernat Frankfurt Ausstattung der Kunstvitrine durch das Nachbarschaftsbüro Seckbach | ⊙ Atzelbergplatz |
| |                                                                                | Frankfurt-Sindlingen                      |                                              | | ⊙ Richard-Weidlich-Platz |
| Bild gesucht BW |                                                                                | Frankfurt-Sossenheim                      |                                              | | ⊙ Ecke Sossenheimer Riedstraße / Familienzentrum                                                                              |
| Bild gesucht BW | Bücherschrank                                                                  | Frankfurt-Unterliederbach                 | Nov. 2020                                    | Finanziert aus dem kommunalen Haushalt | ⊙ Sieringstraße |
| |                                                                                | Frankfurt-Unterliederbach                 |                                              | | ⊙ Hunsrückstraße/Stegerwaldstraße                                                                                             |
| Bild gesucht BW | BOKX 02                                                                        | Frankfurt-Westend                         |                                              | | ⊙ Im Botanischen Garten |
| Bücherschrank am Campus Westend nähe ehem. Bauleitgebäude | ?                                                                              | Frankfurt-Westend                         |                                              | | ⊙ Campus Westend nähe ehem. Bauleitgeb.                                                                                       |
| | BOKX 02                                                                        | Frankfurt-Westend                         |                                              | | ⊙ Odina-Bott-Platz (Westseite)                                                                                                |
| | BOKX                                                                           | Frankfurt-Zeilsheim                       | Juli 2013                                    | | ⊙ Bechtenwaldstraße, Ecke Pfaffenwiese (Nähe Stadthalle)                                                                      |
| Bild gesucht BW | Englische Telefonzelle                                                         | Friedberg (Hessen)                        | Nov. 2017                                    | Aufgestellt vom Kulturamt der Stadt Friedberg (Hessen), betreut im Rahmen einer Patenschaft durch Parteien des Stadtparlaments | ⊙ Europaplatz (Nordwestecke, Nähe Kaiserstraße)                                                                               |
| | englische Telefonzelle                                                         | Friedrichsdorf                            |                                              | | ⊙ vor dem Rathaus, Hugenottenstraße 55                                                                                        |
| | Getränkekühlschrank                                                            | Frielendorf-Großropperhausen              | Sep. 2021                                    | private Initiative, vom Ortsbeirat unterstützt | ⊙ Dorfplatz, Knüllstraße 16                                                                                                   |
| Bild gesucht BW | Telefonzelle                                                                   | Fritzlar                                  |                                              | | ⊙ Ecke Am Hospital/Kasseler Straße                                                                                            |
| | Holzschrank                                                                    | Fulda                                     | 2012                                         | Ausleihe | ⊙ Johannisstraße 44, Umweltzentrum Fulda (gegenüber Stadion Fulda)                                                            |
| | Telefonzelle                                                                   | Fulda-Zentrum                             | 31. Okt. 2013                                | Ausleihe | ⊙ Universitätsplatz, Ecke Schulstraße                                                                                         |
| | Bücherschrank                                                                  | Fuldabrück-Bergshausen                    |                                              | | Sankt-Johann-Promenade an der Bergshäuser Brücke                                                                              |
| Bild gesucht BW | Telefonzelle                                                                   | Geisenheim                                | 2019                                         | Bezuschusst von der Rheingauer Volksbank und vom Lions Club Rheingau | ⊙ Platz zwischen Burggraben und Winkeler Straße                                                                               |
| Bild gesucht BW | Gelbe Telefonzelle                                                             | Geisenheim-Stephanshausen                 | 2020                                         | Private Initiative | ⊙ Körberplatz, Ortsmitte |
| | Holzschränke                                                                   | Gensungen                                 |                                              | | ⊙ Hinter den Fahrradständern am Bahnhof Felsberg-Gensungen                                                                    |
| | Telefonzelle                                                                   | Gernsheim                                 | 2017                                         | Vor der Stadthalle, betreut durch das Kulturbüro der Stadtverwaltung Gernsheim | ⊙ Georg-Schäfer-Platz |
| | Telefonzelle                                                                   | Gernsheim-Klein-Rohrheim                  | 12. Okt. 2017                                | Vor dem alten Rathaus Klein-Rohrheim, betreut durch das Kulturbüro der Stadtverwaltung Gernsheim | ⊙ Claus-Kroenke-Straße |
| | Bücherverteiler                                                                | Gießen - Kleinlinden                      | 2020                                         | Unterstützt durch das Kulturamt Gießen | ⊙ Riehlweg 14 |
| | Bücherregal                                                                    | Gießen                                    | 2017                                         | betreut unter anderem durch die Stadtbibliothek Gießen, das Literarische Zentrum Gießen und den Round Table 94 Gießen | ⊙ Plockstraße 6–10, am Gebäude der Volksbank                                                                                  |
| Bild gesucht BW | Glasschrank                                                                    | Gießen                                    | 2019                                         | Justus-Liebig-Universität Gießen | ⊙ Philosophikum II vor dem Audimax                                                                                            |
| Bild gesucht BW | Bücherschrank                                                                  | Glashütten-Schloßborn                     |                                              | | ⊙ Caromber Platz |
| Bild gesucht BW | Telefonzelle                                                                   | Glashütten-Oberems                        | August 2021                                  | Privatinitiative - ermöglicht durch Crowdfunding | ⊙ Neben dem Alten Rathaus in Ortsmitte                                                                                        |
| | Bücherregal                                                                    | Grebenstein-Udenhausen                    |                                              | vermutlich nur bei trockenem Wetter | ⊙ Ecke 20 |
| Bild gesucht BW | Bücherregal                                                                    | Greifenstein-Beilstein                    | 2015                                         | Im Vorraum der örtlichen Sparkasse | ⊙ Herborner Straße 36 |
| Bild gesucht BW | Bücherregal                                                                    | Greifenstein-Nenderoth                    |                                              | „Nizza-Bücherei“, witterungsgeschützt, Vorraum Backhaus | ⊙ Hauptstr. |
| | Telefonzelle                                                                   | Griesheim                                 | 22. Juli 2021                                | betreut durch den Kulturkreis Iwwerzwersch e. V. | ⊙ Wilhelm-Leuschner-Straße 34                                                                                                 |
| Bild gesucht BW | Bücherschrank                                                                  | Groß-Bieberau                             |                                              | | ⊙ Bahnhofstraße, südlich der Bushaltestelle Bahnhof, auf der westlichen Straßenseite                                          |
| | Telefonzelle                                                                   | Groß-Gerau                                |                                              | | ⊙ Marktplatz |
| Bild gesucht Die Wikipedia wünscht sich an dieser Stelle ein Bild vom hier behandelten Ort. Weitere Infos zum Motiv findest du vielleicht auf der Diskussionsseite . Falls du dabei helfen möchtest, erklärt die Anleitung , wie das geht. BW | englische Telefonzelle                                                         | Großkrotzenburg                           |                                              | | ⊙ Bahnhofstraße 1, vor dem Eingang zum Rathaus                                                                                |
| | Buchhaltestelle (Holzschrank)                                                  | Groß-Umstadt-Heubach                      | 2017                                         | Initiiert von der Gruppe „Heubach aktiv“ | ⊙ Wilhelm-Leuschner-Straße 55                                                                                                 |
| | kleiner Holzschrank                                                            | Guntershausen                             |                                              | | ⊙ Dorfstraße, an der evangelischen Kirche                                                                                     |
| | Metallschränke mit Zitaten                                                     | Guxhagen                                  | 2000                                         | | ⊙ Lilli-Jahn-Platz |
| | Bücherregal an der Bushaltestelle                                              | Hainburg-Hainstadt                        |                                              | | ⊙ Hauptstraße 48 |
| | Schrank aus Edelstahl mit Sicherheitsglas                                      | Hanau                                     | 2012                                         | Entstanden aus privater Initiative; gebaut von der Hanauer Schlosserei Matulka GmbH | ⊙ Gärtnerstraße, Ecke Karl-Röttelberg-Straße                                                                                  |
| | Englische Telefonzelle                                                         | Hanau                                     | 2013                                         | Initiiert vom Zonta-Club Hanau, ausgebaut durch die Eugen-Kaiser-Schule Hanau | ⊙ Frankfurter Landstraße, Ecke Gustav-Hoch-Straße                                                                             |
| | Deutsche Telefonzelle                                                          | Hanau                                     | 2015                                         | Ausgebaut durch die Eugen-Kaiser-Schule Hanau; zerstört 2016 vermutlich durch Brandstiftung Im September 2019 wieder aufgestellt. | ⊙ Bruchköbeler Landstraße, Ecke Krebsbachweg                                                                                  |
| | Telefonzelle                                                                   | Hanau-Steinheim                           |                                              | | ⊙ Kardinal-Volk-Platz, neben der Bushaltestelle                                                                               |
| Bild gesucht BW | Bücherschrank                                                                  | Hasselroth-Gondsroth                      | 2018                                         | | ⊙ Schulstraße 14, Vor der Grundschule                                                                                         |
| | Bücherschrank                                                                  | Hasselroth-Neuenhaßlau                    | 2018                                         | | ⊙ Jahnstraße 1, Am Busbahnhof                                                                                                 |
| Bild gesucht BW | Bücherschrank                                                                  | Hasselroth-Niedermittlau                  | 2018                                         | | ⊙ Alte Dorfstraße 66, Dorfgemeinschaftshaus                                                                                   |
| Bild gesucht BW | Bücherschrank                                                                  | Hasselroth-Niedermittlau                  | 2018                                         | | ⊙ Am Bahnhof 5, vor dem Kindergarten                                                                                          |
| | Bücherschrank                                                                  | Hattersheim am Main, Stadtteil Eddersheim | 2021                                         | Der vom Referat Kultur betreute und von zwei Seiten zu öffnende (die Bildmontage zeigt beide) Bücherschrank steht am Lindenplatz an der Kreuzung von Neckarstraße, Bahnhofstraße und Flörsheimer Straße. | ⊙ Flörsheimer Straße 2, 65795 Hattersheim am Main-Eddersheim                                                                  |
| Bild gesucht BW | Holzschrank                                                                    | Heppenheim                                |                                              | Stöbern unter freiem Himmel | ⊙ Graben, Ecke Kellereigasse                                                                                                  |
| (weitere Bilder) | 3-facher Metallschrank, außen beleuchtet                                       | Herborn                                   | Mai 2018                                     | Projekt der Lehrwerkstatt der Fa. Rittal. Betreut durch Stadträtin Sigrid Winkler, gepflegt durch das Haus des Lebens mit Einbindung der Lebenshilfe Dillenburg. Inhaltspflege durch ehrenamtliche Herborner. Auch fremdsprachige Auswahl. Geöffnet: 24/7. | ⊙ Obertorkreisel, Hauptstraße (bei Nr. 1)                                                                                     |
| | Telefonzelle                                                                   | Herleshausen                              | Nov. 2020                                    | Auf Privatinitiative | ⊙ Ortsmitte, an der Bushaltestelle                                                                                            |
| |                                                                                | Hessisch Lichtenau                        |                                              | | ⊙ in der Gasse zwischen den Häusern Burgstraße 27 und Landgrafenstraße 38                                                     |
| |                                                                                | Heuchelheim an der Lahn Kinzenbach        |                                              | | ⊙ in der Bushaltestelle Kirche in Kinzenbach                                                                                  |
| | britische Telefonzelle                                                         | Heusenstamm                               | 15. Mai 2013                                 | Die 1985 am Platz der Verschwisterung an der Kreuzung von Schlossstraße und Wiesenbornweg vor den Toren vom Schlossgarten von Schloss Heusenstamm aufgestellte rote Telefonzelle war ein Geschenk der Partnerstadt Tonbridge und wurde 2013 zum öffentlichen Bücherschrank umfunktioniert. 2020 wurde die von der ehrenamtlichen Mitarbeiterin in der Katholischen Pfarrbücherei Maria Himmelskron Ivonne Wanko betreute Bücherzelle generalüberholt und mit einer Innenbeleuchtung ausgestattet. | ⊙ Im Herrngarten 1A, 63150 Heusenstamm                                                                                        |
| | Getränkekühlschrank                                                            | Hofgeismar                                | 16. Nov. 2019                                | Abfallentsorgung Kreis Kassel: Unter dem Motto „Tausch dich glücklich!“, wurde im Rahmen der Europäischen Woche der Abfallvermeidung (2019) ein öffentliches Bücherregal auf dem Recyclinghof errichtet. Jedes getauschte und geteilte Buch reduziert unsere Abfallmengen! Bitte die Öffnungszeiten beachten: www.abfall-kreis-kassel.de/ | ⊙ Kirschenplantage 1, Entsorgungszentrum (EZK), auf dem Recyclinghof                                                          |
| | Deutsche Telefonzelle                                                          | Hofgeismar-Schöneberg                     |                                              | | ⊙ Bremer Straße 17 und 19 |
| | Rote Englische Telefonzelle                                                    | Hofheim am Taunus                         |                                              | | ⊙ Langgasse, Ecke Kurhausstraße                                                                                               |
| Bild gesucht BW | BOKX                                                                           | Hofheim am Taunus                         | 2012                                         | | ⊙ Homburger Straße 2 |
| | Telefonzelle                                                                   | Hofheim am Taunus, Stadtteil Wallau       |                                              | Die rote Bücherzelle steht in der Nähe vom „Messecenter Rhein Main“ bei der Kleintierpraxis „Dr. Blendinger“. | ⊙ Robert-Bosch-Straße 12, 65719 Hofheim am Taunus                                                                             |
| | Holzregal                                                                      | Idstein                                   |                                              | Vor der Hexen-Apotheke | ⊙ Löherplatz 2 |
| | graue Telefonzelle                                                             | Idstein                                   |                                              | | ⊙ Wiesbadener Straße 74 |
| | Holzschrank                                                                    | Idstein-Eschenhahn                        | 7. Nov. 2020                                 | Vor dem Dorfgemeinschaftshaus | ⊙ Pfahlgrabenstr. 34 |
| | Holzpavillon                                                                   | Idstein-Wörsdorf                          | 4. Mai 2024                                  | Der Bücherpavillon ist eine Idee aus dem Projekt „Sozial- und Gesundheitsförderung in den Stadtteilen Idsteins“. | ⊙ Fünfkirchener Straße 9, 65510 Idstein-Wörsdorf                                                                              |
| | Telefonzelle                                                                   | Holzhausen (Immenhausen)                  |                                              | Vor dem Bürgerhaus Holzhausen | ⊙ Kasseler Straße 70 |
| | Bücherschrank im Waschsalon Tante Minna                                        | Kassel                                    |                                              | | ⊙ Frankfurter Str. 73 |
| | Metallschrank                                                                  | Kassel                                    |                                              | Ersatz für die 2011 an der Friedrich-Ebert-Straße /, Ecke Querallee von einer Bürgerinitiative eingerichtete Bücher-Telefonzelle, welche von der Telekom zurückgebaut wurde | ⊙ Querallee 40–44 |
| | „Flussterminal“                                                                | Kassel                                    |                                              | Installiert durch die Ars Natura Stiftung, Spangenberg | ⊙ Schwimmbadbrücke |
| | Telefonzelle                                                                   | Kassel                                    | 2012                                         | Steht auf dem Campus der Universität Kassel und wurde von der studentischen Initiative für Nachhaltigkeit und dem AStA Kassel initiiert. | ⊙ Diagonale 10 |
| | Bücherregal                                                                    | Kassel                                    |                                              | Bücher- und Zeitschriften-Börse | ⊙ Im Botanischen Garten |
| | Pilz                                                                           | Kassel                                    | 2017                                         | | ⊙ Korbacher Straße |
| | Telefonzelle                                                                   | Kassel                                    |                                              | | ⊙ Wilhelmshöher Allee 276 |
| | Bücherregal                                                                    | Kassel                                    |                                              | | ⊙ Leipziger Straße 129 |
| | rote britische Telefonzelle                                                    | Kassel                                    |                                              | | Wilhelmshöher Allee 361, an der Kurhessentherme                                                                               |
| | Telefonzelle                                                                   | Kelkheim                                  |                                              | | ⊙ Bahnstraße 11 |
| | Telefonzelle                                                                   | Kelkheim-Hornau                           |                                              | | ⊙ Hornauer Straße 95 |
| | Bücherschrank                                                                  | Kelsterbach                               |                                              | | ⊙ Marktstraße Ecke Pfarrgasse                                                                                                 |
| Bild gesucht BW | Telefonzelle                                                                   | Klein-Zimmern                             | 2017                                         | | ⊙ Marktstraße, An der Feuerwehr                                                                                               |
| | Telefonzelle                                                                   | Korbach                                   | 2015                                         | Bücher, der Bestand wird gepflegt von: Lesebändchen-Korbach e. V. | ⊙ Am Berndorfer Tor |
| Bild gesucht BW | BOKX                                                                           | Kronberg-Oberhöchstadt                    | 2013                                         | Der Bestand wird von der Stadtbücherei Kronberg gepflegt | ⊙ Platz auf dem Dalles |
| | Metallschrank                                                                  | Langen                                    | 2012                                         | Eigentümer: Förderkreis für europäische Partnerschaften Langen e. V. | ⊙ Romorantin-Anlage gegenüber der Albertus-Magnus-Kirche                                                                      |
| | Telefonzelle                                                                   | Langen                                    |                                              | Offener Kinderbücherschrank | ⊙ An der Martin-Luther-Kirche                                                                                                 |
| | Rote Britische Telefonzelle                                                    | Limburg                                   | März 2019                                    | Auf dem Platz vor der Dombibliothek und dem Trombetta - Rote Telefonzelle. | ⊙ Frankfurter Straße 2, Ecke Grabenstraße                                                                                     |
| Bild gesucht BW | Holzverkleideter Kühlschrank mit Glastür                                       | Linsengericht Ortsteil Lützelhausen       | Apr. 2021                                    | Initiiert von Vertretern der Bürgerliste/Freie Wählergemeinschaft im Ortsbeirat Lützelhausen | ⊙ Bushaltestelle Lützelhausen                                                                                                 |
| Bild gesucht BW |                                                                                | Langenselbold                             |                                              | Im Eingang eines Ladens „Raum Glück Langenselbold“. Offener Bücherschrank. Kann jederzeit zu den Öffnungszeiten von „Raum Glück Langenselbold“ gesichtet werden. Betreut durch Büchermeer Buchladen in Langenselbold. | ⊙ Gartenstraße 2 |
| | Getränkekühlschrank                                                            | Lohfelden                                 | 16. Nov. 2019                                | Abfallentsorgung Kreis Kassel: Unter dem Motto „Tausch dich glücklich!“, wurde im Rahmen der Europäischen Woche der Abfallvermeidung (2019) ein öffentliches Bücherregal auf dem Recyclinghof errichtet. Jedes getauschte und geteilte Buch reduziert unsere Abfallmengen! Bitte die Öffnungszeiten beachten: www.abfall-kreis-kassel.de/ | ⊙ Sandwiesen 5, Entsorgungszentrum Lohfelden (EZL), auf dem Recyclinghof                                                      |
| |                                                                                | Maintal-Bischofsheim                      |                                              | | ⊙ Zimmerseestraße 2 |
| |                                                                                | Maintal-Dörnigheim                        | Juli 2020                                    | | ⊙ Käthe-Jonas Platz. |
| | Bücherregal                                                                    | Maintal-Hochstadt                         |                                              | | ⊙ Hauptstraße 23 |
| Bild gesucht BW | Rote Telefonzelle                                                              | Marburg                                   | 2013                                         | Aufgestellt durch das Projekt Kultur und Kulturen. | ⊙ Damaschkeweg, Einmündung Friedrich-Ebert-Straße                                                                             |
| | Metallregal auf Rollen                                                         | Marburg                                   |                                              | | ⊙ Trojedamm 1, unter der Unterführung                                                                                         |
| | Holzschrank                                                                    | Marburg                                   |                                              | | ⊙ Ockershäuser Allee 17 |
| | Telefonzelle                                                                   | Meißner-Germerode                         |                                              | | ⊙ In der Neuen Straße zwischen den Bushaltestellen                                                                            |
| | Telefonzelle                                                                   | Meißner-Wellingerode (Meißner)            |                                              | | ⊙ In der Nähe der Kirche in der Walrodstraße                                                                                  |
| | Telefonzelle                                                                   | Melsungen                                 | 2017                                         | betreut durch das Citymanagement der Stadt Melsungen, geschützt durch einen Fachwerk-Schuppen | ⊙ Durchgang zwischen Sandstraße 13 (Dienstleistungszentrum) und Mühlenstraße 8 (Stadtbücherei)                                |
| | Holzregal                                                                      | Melsungen                                 | 2024                                         | | ⊙ Im Eingangsbereich der VR-Bank Melsungen, Rotenburger Str. 11, vor den Geldautomaten                                        |
| | Regal in ehemaliger Türnische                                                  | Michelstadt                               |                                              | Gewerbeverein Michelstadt e. V. | ⊙ Marktplatz 1, gegenüber Eingang der Touristinformation                                                                      |
| | Holzschrank                                                                    | Mörfelden-Walldorf-Mörfelden              |                                              | Betreut durch Generationenhilfe Mörfelden-Walldorf e. V. | ⊙ Eingang Rathaus Mörfelden                                                                                                   |
| | Holzschrank                                                                    | Mörfelden-Walldorf-Mörfelden              |                                              | | ⊙ Langgasse 31, Kirchplatz |
| | Holzschrank                                                                    | Mörfelden-Walldorf-Walldorf               |                                              | | ⊙ Eingangsbereich Rathaus Walldorf, Flughafenstraße 37, 64546 Mörfelden-Walldorf                                              |
| | Holzschrank                                                                    | Mörfelden-Walldorf-Walldorf               |                                              | | ⊙ Langstraße 69, neben dem Kindergarten                                                                                       |
| | Holzschrank                                                                    | Mörfelden-Walldorf-Walldorf               |                                              | | ⊙ Dr. Härtling-Platz |
| | Telefonzelle                                                                   | Mörlenbach                                | 2018                                         | | ⊙ Schulstraße, am Bürgerhaus                                                                                                  |
| | Bücherschrank                                                                  | Mühlheim am Main                          |                                              | | ⊙ Parkplatz Brückenmühle |
| Bücherschrank Mühlheim-Dietesheim | Bücherschrank                                                                  | Mühlheim am Main-Dietesheim               |                                              | | ⊙ Thomas-Mann-Straße 37 |
| | Bücherschrank                                                                  | Mühlheim am Main-Lämmerspiel              |                                              | | ⊙ Bischof-Ketteler-Straße, Ecke Bachgasse                                                                                     |
| | Telefonzelle                                                                   | Mühltal-Nieder Ramstadt                   | 2015                                         | | ⊙ Zentraler Parkplatz |
| Bücherschrank in Münster (Hessen) im Bürgerpark | Bücherschrank                                                                  | Münster (Hessen)                          |                                              | | ⊙Im Bürgerpark an der „Mumbelhütt“                                                                                            |
| | Kleines Bücherschränkchen                                                      | Münzenberg OT Trais                       |                                              | | ⊙ Gegenüber Wetterstraße 12                                                                                                   |
| | Bücherregal                                                                    | Neckarsteinach                            |                                              | | ⊙ Hauptstraße 37, Bushaltestelle                                                                                              |
| | Bücherbox                                                                      | Neckarsteinach                            |                                              | | ⊙ Greiner Str., Mannheimer Hütte                                                                                              |
| Bild gesucht BW | Buchtauschregale                                                               | Neu-Anspach OT Anspach                    | 2014                                         | Während der Öffnungszeiten, im 1. OG fast täglich und am 2. Samstag von 10 bis 13 Uhr (in den Ferien eingeschränkt), nicht barrierefrei | ⊙ Bahnhofstraße 27 (Seiteneingang Ulmenweg)                                                                                   |
| | Büchervitrine                                                                  | Neu-Eichenberg OT Eichenberg              |                                              | Öffentliche Büchervitrine | ⊙ Karlsbrunnenstraße |
| Bild gesucht BW | Holzregal                                                                      | Neu-Isenburg                              |                                              | Bücherschrank am Stadtteilzentrum West 24/7 geöffnet | ⊙ Kurt-Schumacher-Straße 8, 63263 Neu-Isenburg                                                                                |
| Bild gesucht BW | Mehrere Holzregale                                                             | Neu-Isenburg                              |                                              | Im Isenburg-Zentrum im 1. OG vor der Saturn-Filiale Mo-Sa 10–20 Uhr | ⊙ Hermesstraße 4, 63263 Neu-Isenburg                                                                                          |
| Bild gesucht BW | Holzregal                                                                      | Neu-Isenburg                              |                                              | Im Eingang/Windfang des Schwimmbads, Öffnungszeiten des Schwimmbads beachten | ⊙ Alicestraße 118, 63263 Neu-Isenburg                                                                                         |
| | Bücherschrank / Telefonzelle                                                   | Neustadt (Hessen)                         | Sept. 2021                                   | Bücherschrank - gelbe Telefonzelle Generationstreffpunkt „Am Heizhaus“ 24h geöffnet | ⊙ Thüringer Straße |
| | Bücherschrank                                                                  | Neustadt (Hessen)                         | Jan. 2023                                    | Bücherschrank Familienzentrum Neustadt 24h geöffnet | ⊙ Hindenburgstraße |
| | Bücherschrank                                                                  | Nidderau                                  | Aug. 2013                                    | Während der Öffnungszeiten der Kinderarzt-Praxis Dr. Michael Schwenger, barrierefreier Zugang | ⊙ Straubelgasse 1 |
| | Bücherschrank                                                                  | Niederdorfelden                           |                                              | | ⊙ Burgstraße 5 |
| | Telefonzelle                                                                   | Oberjosbach                               | Apr. 2014                                    | Barrierefreier Zugang | ⊙ Untergasse, neben Bushaltestelle                                                                                            |
| Bild gesucht BW | Bücherschrank                                                                  | Obertshausen                              | Apr. 2016                                    | Der Bücherschrank im Rathaus Schubertstraße ist zu den Öffnungszeiten, montags bis freitags von 8 bis 12.30 Uhr und mittwochs zusätzlich von 15 bis 18.30 Uhr, besuchbar | ⊙ Schubertstraße, Rathaus |
| |                                                                                | Oberursel                                 | 2019                                         | | ⊙ Camp-King-Allee |
| Bild gesucht BW | Bücherschrank                                                                  | Oberursel                                 | 2020                                         | Der Bücherschrank steht auf dem Vorplatz der ev. Heilig-Geist-Gemeinde | ⊙ Dornbachstraße |
| Bild gesucht BW | Regal                                                                          | Oberursel-Oberstedten                     |                                              | Das Bücherregal ist zugänglich zu den Öffnungszeiten der Alten Wache. | ⊙ Pfarrstraße 1, Café Alte Wache                                                                                              |
| | Bücherschrank                                                                  | Oberursel-Weißkirchen                     |                                              | | ⊙ Lia-Wöhr-Weg |
| Bild gesucht BW | Bücherregal                                                                    | Oestrich-Winkel, Ortsteil Hallgarten      | 2000                                         | Buch gegen Geldspende, Kontakt am Regal, immer geöffnet | ⊙ Adam-von-Izstein-Straße, neben der Bäckerei                                                                                 |
| Bild gesucht BW | Bücherschrank mit Klappen                                                      | Oestrich-Winkel, Ortsteil Mittelheim      | ca. 2018                                     | Initiative der Grünen, durchgehend geöffnet | ⊙ an der Kirche St. Walburga, Hauptstraße                                                                                     |
| Bücherschrank Offenbach Spießstraße | Holzhäuschen mit Holzregalen                                                   | Offenbach am Main-Buchhügel               |                                              | Rund um die Uhr geöffnet | ⊙ Spießstraße 24 |
| | Holzschrank mit Flügeltüren                                                    | Offenbach am Main-Hafen                   |                                              | Rund um die Uhr geöffnet | ⊙ Mainkai Offenbach, zwischen Hafengarten und Elisabeth-Selbert-Steg                                                          |
| | Bücherregal                                                                    | Offenbach am Main-Mathildenviertel        |                                              | Nur während der Öffnungszeiten des „Rewe“ zugänglich | ⊙ Mathildenviertel, Eingangsbereich REWE (gegenüber der Mathilden-Schule)                                                     |
| Bücherschrank Offenbach Weikertsblochstraße | Holzhäuschen mit Holzregalen                                                   | Offenbach am Main-Musikerviertel          | 2011                                         | Nur tagsüber geöffnet | ⊙ Weikertsblochstraße 58, am Mehrgenerationenhaus                                                                             |
| Givebox und Bücherschrank Offenbach-Rosenhöhe | Holzhäuschen mit Holzregalen (Givebox und Bücherschrank)                       | Offenbach am Main-Rosenhöhe               |                                              | Rund um die Uhr geöffnet | ⊙ Auf der Rosenhöhe 55 vor der Marianne-Frostig-Schule                                                                        |
| | Bücher- und Tauschregal                                                        | Offenbach am Main-Senefelderquartier      | 2023                                         | Nur während der Sprechzeiten des Stadtteilbüros zugänglich | ⊙ Stadtteilbüro Senefelderquartier, Hermannstraße 16                                                                          |
| | Kleines Hängeregal mit Türen                                                   | Offenbach am Main-Westend                 |                                              | Rund um die Uhr geöffnet | ⊙ Frankfurter Straße 97 |
| Bild gesucht BW | Bücherregal                                                                    | Offenbach am Main-Zentrum                 |                                              | Nur während der Öffnungszeiten des Bürgerbüros zugänglich | ⊙ Bürgerbüro, Kaiserstraße 39 (im Hinterhof)                                                                                  |
| | Telefonzelle                                                                   | Otzberg–Lengfeld                          | Juli 2016                                    | Durchgehend geöffneter Bücherschrank in einer privat hergerichteten Telefonzelle vom Typ FeH 55 | ⊙ Otzbergstraße, Parkplatz |
| | Telefonzelle                                                                   | Pfungstadt-Eschollbrücken                 |                                              | | ⊙ Darmstädter Straße Ecke Breslauer Straße                                                                                    |
| | Telefonzelle                                                                   | Raunheim                                  |                                              | | ⊙ Ringstraße, neben dem Eingang zum Hallenbad                                                                                 |
| | Bücherschrank                                                                  | Reinheim                                  |                                              | Betreut durch die Stadt | ⊙ Obere Darmstädter Straße in Reinheim                                                                                        |
| | Telefonzelle                                                                   | Reinheim-Spachbrücken                     |                                              | | ⊙ Seestraße 1 |
| Bild gesucht BW | BOKX                                                                           | Rodenbach-Niederrodenbach                 | 2014                                         | | ⊙ Am Bahnhof |
| Bild gesucht BW | Bücherschrank                                                                  | Rodenbach-Oberrodenbach                   | 2016                                         | | ⊙ Dorfplatz, Hanauer Straße                                                                                                   |
| | Rote Britische Telefonzelle                                                    | Rodgau-Dudenhofen                         |                                              | Der öffentliche Bücherschrank wird von Schülern (und vermutlich auch Lehrern) der nahen Freiherr-vom-Stein-Schule betreut. Die ursprünglichen Glasscheiben wurden kurz nach Aufstellung von Vandalen zertrümmert, und bei der Wiederinstandsetzung durch bruchfesten Kunststoff ersetzt, um Verletzungsgefahren zu vermeiden. | ⊙ Freiherr-vom-Stein-Straße auf Höhe des dortigen Kindergartens                                                               |
| | Blau gestrichene, ehemalige Telekom-Telefonzelle.                              | Rodgau-Jügesheim                          |                                              | Der öffentliche Bücherschrank wurde zweimal zerstört, einmal durch Brandstiftung, ein weiteres Mal durch Explosion eines sog. Polenböllers, aber beide Male wiederhergestellt | ⊙ Hintergasse, Vorplatz des Rathauses                                                                                         |
| | Rote Britische Telefonzelle                                                    | Rodgau-Nieder-Roden                       |                                              | | ⊙ Puiseauxplatz, Rodensteinstraße                                                                                             |
| | Telefonzelle                                                                   | Rödermark-Ober-Roden                      | 2014, Neuaufstellung Juni 2016 und Juni 2018 | Betreuung durch Initiative „Wir sind Breidert“, Sprengung am 30. Dezember 2015, Brandstiftung am 17. Juni 2017 | ⊙ Breidertring, Ecke Wittenbergerstr                                                                                          |
| | Holzregal                                                                      | Rödermark-Urberach                        | 2016                                         | Betreuung durch „Quartiersgruppe Urberach“, im Foyer der Urberacher Filiale der Sparkasse Dieburg aufgestellt | ⊙ Konrad-Adenauer-Straße 18                                                                                                   |
| | Holzschrank                                                                    | Ronneburg-Altwiedermus                    |                                              | am Dorfgemeinschaftsplatz | ⊙ Diebacher Straße 19 |
| | Schrank                                                                        | Rüdigheim (Neuberg)                       |                                              | | ⊙ Rathausstraße 24 |
| | Metallschrank                                                                  | Rüsselsheim am Main                       | 2014                                         | Barrierefreier Zugang; installiert und betreut durch die Facebook-Gruppe „APO Rüsselsheim“ | ⊙ Marktstraße, gegenüber der Bäckerei                                                                                         |
| |                                                                                | Rüsselsheim am Main                       | März 2015                                    | von beiden Seiten zu öffnen | ⊙ Nähe Bahnhof |
| Bild gesucht BW | Telenfonzelle                                                                  | Schaafheim                                | 2017                                         | | ⊙ Am Seniorenheim Bethanien                                                                                                   |
| | Telefonzelle                                                                   | Schlangenbad-Wambach                      | Sep. 2020                                    | | ⊙ An der B 260 |
| Bild gesucht BW | Getränkekühlschrank                                                            | Schlierbach                               | Sep. 2020                                    | Der erste Bücherschrank in Brachttal | ⊙ Am Ev. Pfarramt |
| | Britische Telefonzelle (Modell K6)                                             | Schmitten-Arnoldshain                     | Okt. 2016                                    | Solar-Beleuchtung. Unter der Zelle befindet sich eine Zeitkapsel, die 2116 geöffnet werden soll. Finanziert durch viele Spender aus Schmitten u. Umgebung. Das Fundament wurde von der Gemeinde gespendet. Initiatoren: Aristoteles Kronenberg und Marc Löwenstein. Die Umweltfreunde Schmitten haben auf der Außenwand 200 Tipps für ein umweltbewusstes und nachhaltiges Leben angebracht. | ⊙ Hattsteiner Straße, Ecke Kirchgasse, zwischen dem Dorfbrunnen und dem alten Rathaus                                         |
| | Offenes Bücherregal                                                            | Schmitten-Arnoldshain                     | März 2017                                    | Nebenstelle der Bücherzelle Arnoldshain, nur für Kinderbücher bis 12 Jahre, nur für Grundschüler der Jürgen-Schuman-Schule, nur während der Schulöffnungszeiten. Initiator: Aristoteles Kronenberg | ⊙ Schöne Aussicht 29, Foyer des Altbaus der Jürgen-Schumann-Schule                                                            |
| | Offenes Bücherregal                                                            | Schmitten-Arnoldshain                     | 16. Feb. 2019                                | Nebenstelle der Bücherzelle Arnoldshain, freies Bücherregal, speziell mit Büchern für Senioren. Initiator: Aristoteles Kronenberg | ⊙ Bürgermeister-Pouzaud-Straße 3, in der Cafeteria des Seniorenzentrums Schmitten,                                            |
| | Gelbe Post-Telefonzelle                                                        | Schmitten-Treisberg                       | Dez. 2012                                    | „Bischerhäusje“, offene Tauschbücherei, initiiert durch den Treisberger Heimatverein | ⊙ Hunoldstaler Straße, an der Feuerwehr                                                                                       |
| Bild gesucht BW | Serverschrank                                                                  | Schrecksbach-Holzburg                     | Juli 2025                                    | initiiert vom Verschönerungsverein Holzburg | ⊙ Helmut-Fröhlich-Platz |
| Bild gesucht BW | Gelbe Post-Telefonzelle                                                        | Schwalbach am Taunus                      |                                              | | ⊙ Am oberen Eingang der S-Bahn-Station Schwalbach a. Ts. Limes (im Glasfoyer).                                                |
| Bild gesucht BW | Telefonzelle                                                                   | Seeheim-Jugenheim OT Balkhausen           |                                              | | ⊙ neben der Feuerwache, Felsbergstraße 34                                                                                     |
| | Metallschrank                                                                  | Seeheim-Jugenheim OT Seeheim              | 20. Nov. 2015                                | | ⊙ Am Gebäude des ehemaligen Schulgebäudes und jetzigen Rathauses                                                              |
| Bild gesucht BW | Telefonzelle                                                                   | Seligenstadt (Main)                       | 2014                                         | Bücherzelle | ⊙ Platz der Freundschaft in Seligenstadt (Nord)                                                                               |
| Bild gesucht BW | Telefonzelle                                                                   | Seligenstadt (Main)                       | 2014                                         | Bücherzelle | ⊙ Am Zugang zum Grüngürtel Silzenfeld in unmittelbarer Nähe des Seniorenwohnheims Kursana                                     |
| | Bücherschrank                                                                  | Stadtallendorf                            |                                              | | ⊙ auf dem Marktplatz |
| | Bücherschrank                                                                  | Stadtallendorf                            |                                              | | ⊙ auf dem Aufbauplatz neben dem Busbahnhof                                                                                    |
| | Bücherschrank                                                                  | Stadtallendorf                            |                                              | | ⊙ an der Einmündung der Egerländer Straße in die Niederkleiner Straße                                                         |
| | Bücherschrank                                                                  | Stadtallendorf-Schweinsberg               |                                              | | ⊙ an der Straße Im Tal gegenüber vom Spielplatz                                                                               |
| Bild gesucht BW | Bücherschrank                                                                  | Staufenberg-Treis an der Lumda            | 2021                                         | am ehemaligen Bahnhofsgüterschuppen neben dem Spielplatz, gegenüber der Kindertagesstätte | ⊙ Güterschuppen am ehemaligen Bahnhof                                                                                         |
| Bild gesucht BW | Telefonzelle                                                                   | Steinbach (Taunus)                        | 2014                                         | | ⊙ Pinackerplatz |
| Bild gesucht BW | Bücherschrank                                                                  | Steinbach (Taunus)                        | 2021                                         | Kinderbücherschrank | ⊙ St. Avertin Platz |
| Bild gesucht BW | Bücherschrank                                                                  | Sulzbach (Taunus)                         |                                              | | ⊙ vor dem Rathaus, Hauptstraße 11                                                                                             |
| Bild gesucht BW | Holzschrank                                                                    | Taunusstein-Bleidenstadt                  | 2015                                         | | ⊙ Anton-Hollinger-Platz |
| Bild gesucht BW | Container                                                                      | Taunusstein-Orlen                         | 2016                                         | Neben Büchern auch andere Dinge, wie Geschirr und Spielsachen | ⊙ Hühnerstraße 1/B417, auf dem Gelände des EAW Wertstoffhofes                                                                 |
| Bild gesucht BW | Bücherschrank                                                                  | Trendelburg-Deisel                        |                                              | | ⊙ Mittelstraße, im Wartehäuschen der Bushaltestelle neben dem Pfarrhaus                                                       |
| Bild gesucht BW | Öffentlicher Bücherschrank                                                     | Usingen                                   | 2015                                         | | ⊙ Bahnhofstraße 37, im Bahnhofsgebäude                                                                                        |
| Bild gesucht BW | Bücherschrank                                                                  | Viernheim                                 | 2021                                         | | ⊙ im Vogelpark |
| Bild gesucht BW | Umgebauter Kühlschrank                                                         | Wächtersbach-Neudorf                      | 2021                                         | | ⊙ Neue Straße, Am DGH Neudorf                                                                                                 |
| Bild gesucht BW | Umgebauter Kleidercontainer                                                    | Weiterstadt                               | 2014                                         | | ⊙ Ludwigstraße, Ecke Ernst-Ludwig-Straße                                                                                      |
| | Bücherstübe                                                                    | Weilrod-Mauloff                           |                                              | | Ringstraße 6 |
| | Umgebauter Kleidercontainer                                                    | Weiterstadt-Riedbahn                      | 2014                                         | | ⊙ Wiesenstraße, Ecke Grüner Weg                                                                                               |
| Bild gesucht BW | Bücherwürfel, eigenständiges kleines Gebäude                                   | Wetter (Hessen)                           | 2014                                         | | ⊙ Bei Fuhrstraße 51 |
| | Bücherregal                                                                    | Wiesbaden                                 | Sep. 2010                                    | | ⊙ Frankfurter Straße 1, im Garten der Villa Clementine                                                                        |
| | Bücherschrank                                                                  | Wiesbaden                                 |                                              | | ⊙ Herderplatz |
| | Bücherregal                                                                    | Wiesbaden                                 | 2012                                         | | ⊙ Konradinerallee 11, am Eingang des Verwaltungsgebäudes (Gesundheitsamt, Soziale Arbeit)                                     |
| | Öffentliches Bücherregal                                                       | Wiesbaden                                 |                                              | Im Umweltladen, gegenüber ÖPNV Haltestelle Luisenplatz | ⊙ Luisenstraße 19 |
| Bild gesucht BW | Holzschrank                                                                    | Wiesbaden                                 | 2013                                         | | ⊙ Hans-Böckler-Straße 5 bis 7, bei den Tischtennisplatten am Stadtteilzentrum Schelmengraben                                  |
| | Holzschrank                                                                    | Wiesbaden-Mainz-Kastel                    | 2015                                         | | ⊙ Elisabethenstraße 10, an der evangelischen Kirche                                                                           |
| Bild gesucht BW | Tauschbox                                                                      | Wiesbaden                                 | 2016                                         | Neben Büchern auch andere Gegenstände wie Geschirr, Spielzeug. | ⊙ Klopstockstraße 5, vor der Aquanil-Wäscherei                                                                                |
| Bild gesucht BW | Bücherschrank                                                                  | Wiesbaden-Biebrich                        |                                              | | ⊙ Albert-Schweitzer-Platz, vor den Hochhäusern                                                                                |
| | Bücherschrank                                                                  | Wiesbaden-Biebrich                        |                                              | | ⊙ Robert-Krekel-Anlage, an der südwestlichen Ecke                                                                             |
| | Tauschbox                                                                      | Wiesbaden-Bierstadt                       |                                              | | ⊙ Venatorstraße Marktplatz |
| Bild gesucht BW | Bücherschrank                                                                  | Wiesbaden-Dotzheim                        | Dez. 2020                                    | Sonderanfertigung aus Cortenstahl | ⊙ Bücherschrank am Museumsplätzchen (Dotzheimer Römergasse)                                                                   |
| Bild gesucht BW | Bücherschrank                                                                  | Wiesbaden-Klarenthal                      | 2023                                         | aus Holz, schön gestaltet mit einem aufgeklappten Buch auf dem Schrank, von Kindern bunt bemalt; Bücherschrank stand vorher auf dem Gelände des vbw Klarenthal im Platanenhof/Willi-Graf-Forum; mit Umzug des vbw auch neuer Standort des Bücherschranks | Ernst-von-Harnack-Straße, Eingang ehemalige Carl-von-Ossietzky-Schule (OGW)                                                   |
| | Metallschränke                                                                 | Wiesbaden-Schierstein                     | 2000                                         | Buch gegen Geldspende, betreut von privater Initiative, Kontakt am Regal. immer geöffnet | ⊙ Christian-Bücher-Straße, Ecke Bernhard-Schwarz-Straße, am Hafen                                                             |
| | Bücherschrank                                                                  | Wiesbaden-Rheingauviertel                 | 2020                                         | aus Holz, schön gestaltet mit einem aufgeklappten Buch auf dem Schrank; aufgestellt von der Landeshauptstadt Wiesbaden (Amt für Soziale Arbeit, Jugendarbeit) | ⊙ Hollerbornstraße 5, Ursula-Wölfel-Grundschule                                                                               |
| | Metallschrank                                                                  | Wiesbaden-Rheingauviertel                 |                                              | | ⊙ Marcobrunnerstraße, Ecke Eltviller Straße (gegenüber Café Klatsch)                                                          |
| | Bücherregal                                                                    | Wiesbaden-Westend                         | Dez. 2010                                    | Holzschrank vor der Blücherschule | ⊙ Yorckstraße, Ecke Scharnhorststraße                                                                                         |
| | Telefonzelle                                                                   | Wenigenhasungen                           |                                              | vor der ehemaligen Schule von Wenigenhasungen | ⊙ Frankenstr. 6 |
| | Telefonzelle                                                                   | Wildeck-Hönebach                          |                                              | | ⊙ Thüringer Straße, auf der Grünfläche Ecke Am Alten Berg                                                                     |
| | Telefonzelle                                                                   | Witzenhausen                              |                                              | | ⊙ Steinstraße, vor der Universität, gegenüber dem Krankenhaus                                                                 |
| | Telefonzelle                                                                   | Zierenberg                                |                                              | | ⊙ An der Einmündung der Turmgasse in die Mittelstraße                                                                         |
| | Bücherregal                                                                    | Zwingenberg                               |                                              | | ⊙ im Torhaus des Schlösschen Zwingenberg                                                                                      |

## Ehemalige Bücherschränke
| Bild            | Ausführung    | Ort                     | Seit          | abgebaut (festgestellt)                                      | Anmerkung | Lage                                    |
| --------------- | ------------- | ----------------------- | ------------- | ------------------------------------------------------------ | --- | --------------------------------------- |
|                 | Bücherschrank | Dieburg                 |               |                                                              | Betreuung durch Stadtbibliothek Dieburg | ⊙ Beethovenstr. 4, Feuerwehr            |
|                 | Bücherregal   | Erzhausen               | 15. Mai 2015  |                                                              | Betreut von „WIR-in-Erzhausen“ | ⊙ Rodenseestraße 3, Foyer des Rathauses |
|                 | Telefonzelle  | Frankenberg (Eder)      | 2008          | Nach 2017 nicht mehr aufgebaut                               | Gefördert durch den Lions-Club Frankenberg, Spendenbox im unteren Teil. | ⊙                                       |
|                 | Holzschrank   | Höchst im Odenwald      | 20. März 2011 |                                                              | Eingerichtet durch die Interessengemeinschaft Güterhalle | ⊙ Bahnhof                               |
|                 | Telefonzelle  | Maintal-Dörnigheim      | 23. Jan. 2015 | 16. Juli 2016                                                | Aufgestellt durch die Projektgruppe Maintal Entree zur Verschönerung der Umgebung des Dörnigheimer Bahnhofs; abgebrannt am 22. Mai 2015; September 2015 neu aufgestellt; geöffnet von 8 bis 20 Uhr; am 17. Juli 2016 erneut komplett abgebrannt | ⊙ Bahnhofstraße, an der Bushaltestelle. |
|                 | Telefonzelle  | Oberursel               | 2014          | Apr. 2021                                                    | einstweilen abgebaut nach Vandalismus | ⊙ Oberhöchststadter Straße              |
| Bild gesucht BW | Bücherregal   | Offenbach am Main-Hafen |               | Nur während der Öffnungszeiten des Kulturzentrums zugänglich | ⊙ Im Foyer des Kulturzentrums Hafen 2, Nordring 129 |                                         |